# Хималајски серов
Хималајски серов (лат. Capricornis thar) је сисар из реда папкара (Artiodactyla).

## Распрострањење
Ареал хималајског серова обухвата већи број држава у подручју Хималаја. Врста је присутна у јужној Кини, Индији, Бангладешу, Бутану и Непалу. Присуство у Бурми је непотврђено.

## Станиште
Станишта врсте су шуме, планине, брдовити предели и речни екосистеми. Врста је по висини распрострањена до 3.000 метара надморске висине.

## Угроженост
Ова врста је на нижем степену опасности од изумирања, и сматра се скоро угроженим таксоном.